# Хав'єр Ернан Гарсія
Хав'єр Ернан Гарсія (ісп. Javier Hernán García, нар. 29 січня 1987, Буенос-Айрес) — аргентинський футболіст, воротар клубу «Бока Хуніорс». Виступав також за клуби «Расінг» (Авельянеда) та «Тігре», та національну збірну Аргентини. Володар Кубка Лібертадорес, переможець Рекопи Південної Америки та триразовий чемпіон Аргентини.

## Клубна кар'єра
Хав'єр Ернан Гарсія народився 1987 року в місті Буенос-Айрес, та є вихованцем футбольної школи клубу «Бока Хуніорс». У 2006 році Гарсія розпочав грати в основній команді клубу, в якій грав до 2011 року, хоча й не був основним воротарем. За цей час футболіст у складі команди виборов титул володаря Кубка Лібертадорес, ставав переможцем Рекопи Південної Америки, чемпіоном Аргентини.
У 2011 році воротар перейшов до клубу «Тігре», в якому відразу став основним стражем воріт, та грав у складі «Тігре» до 2017 року. Протягом 2017—2020 років Гарсія захищав ворота клубу «Расінг» (Авельянеда), хоча й там не став основним воротарем, проте в складі команди зі столичного передмістя він удруге в кар'єрі став чемпіоном Аргентини.
З 2020 року Хав'єр Ернан Гарсія знову грає у складі клубу «Бока Хуніорс». У складі команди футболіст у 2022 році втретє за кар'єру став чемпіоном Аргентини.
| Дата      | Місто    | Господарі | Результат | Гості     | Турнір           | Голи | Примітки |
| --------- | -------- | --------- | --------- | --------- | ---------------- | ---- | -------- |
| 16-3-2011 | Сан-Хуан | Аргентина | 4 – 1     | Венесуела | товариський матч | -1   | 46'      |
| Усього    |          | Матчів    | 1         |           | Голів            | 0    |          |

## Титули і досягнення
- Володар Кубка Лібертадорес (1):

«Бока Хуніорс»: 2007
- Переможець Рекопи Південної Америки (1):

«Бока Хуніорс»: 2008
- Чемпіон Аргентини (3):

«Бока Хуніорс»: Апертура 2008—2009, 2022
«Расінг» (Авельянеда): 2018—2019